# Lengyel

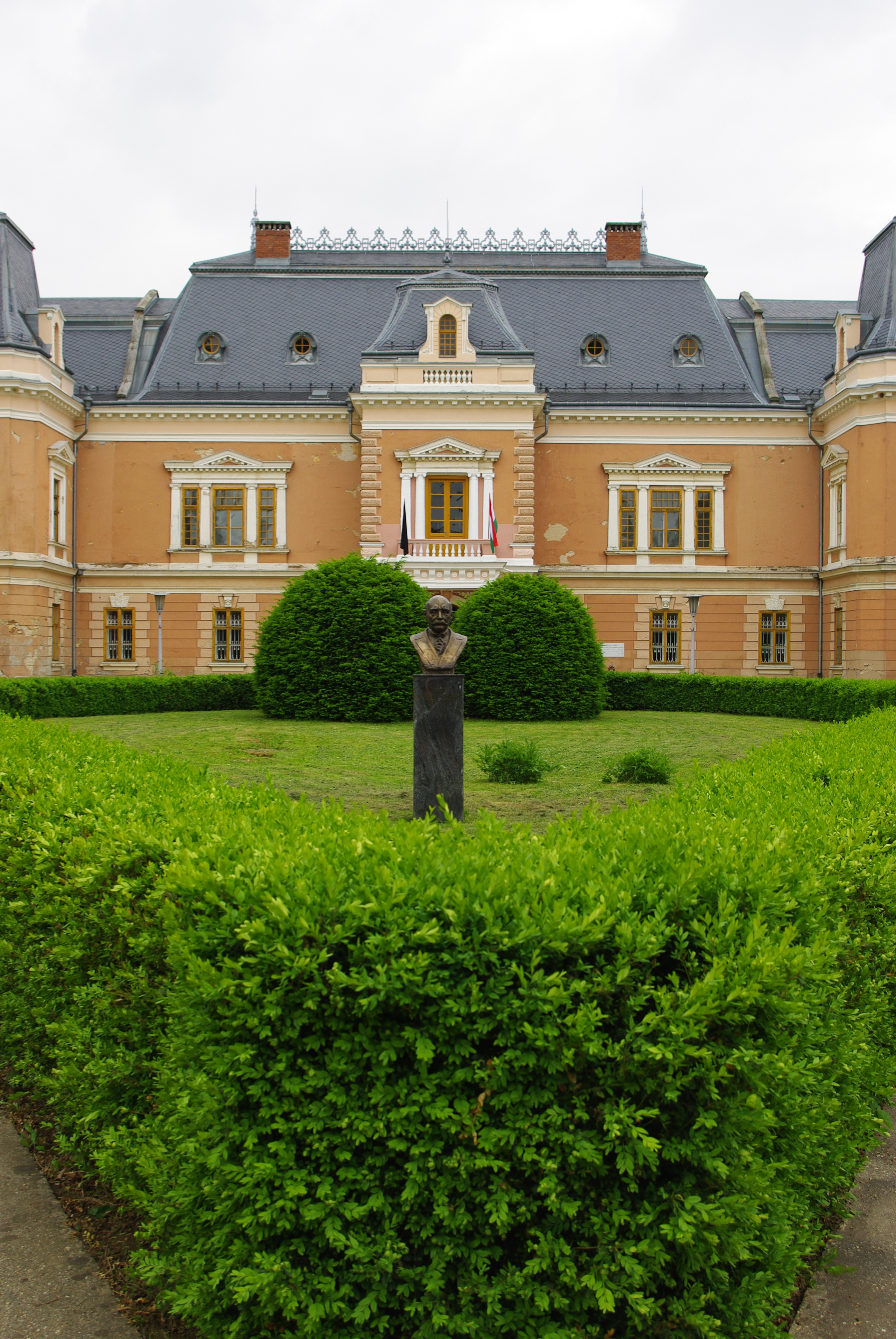
Apponyi kasteel

Lengyel is een plaats (község) en gemeente in het Hongaarse comitaat Tolna. Lengyel telt 529 inwoners (1 januari 2010).
Lengyel is de hoogstgelegen plaats in het comitaat Tolna en ligt tussen Bonyhád en Dombóvár.